# Phil Ondich
Phil Ondich es un músico estadounidense, reconocido por su trabajo como baterista de la agrupación Black Label Society.

## Carrera
En 1997, Phil Ondich era el baterista de la agrupación de hard rock Raging Slab. Durante una gira con su banda conoció al guitarrista Zakk Wylde, quien le propuso formar un proyecto musical. En 1998 Ondich se convirtió en uno de los miembros fundadores de Black Label Society y tocó en sus dos primeros álbumes hasta su salida en el año 2000.

## Discografía

### Black Label Society
- - Sonic Brew - 1999 Spitfire Records
  - Stronger Than Death - 2000 Spitfire Records
  - Kings Of Damnation 98-04 - (2005) - Spitfire Records

### Kansas City Bastards
- - Alcoholic Superman - 2012[2]

### L.I.E.
- - Die Trying - 2005

### Raging Slab
- - The Dealer - 2001